# Herman van der Mijn

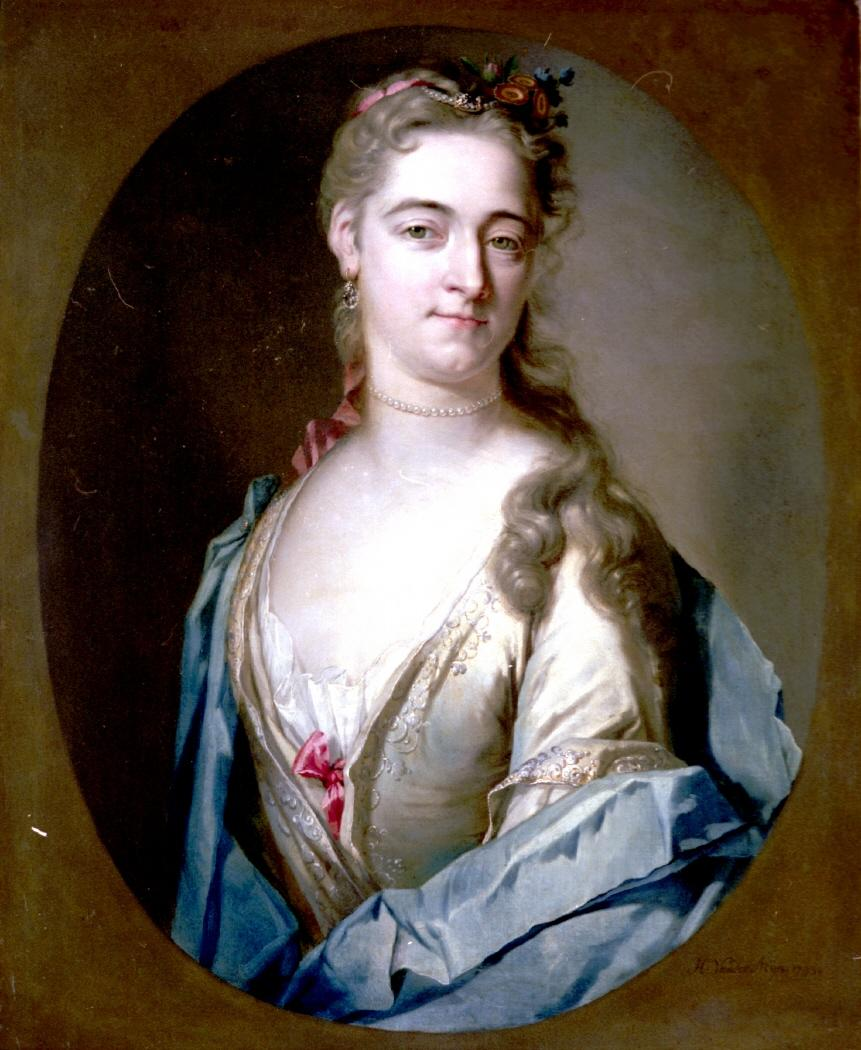
Dama de la familia Gurdon, 1733, óleo sobre lienzo, 73,5 x 63 cm, Madrid, Museo Lázaro Galdiano.

Herman van der Mijn (Ámsterdam, 1684-Londres, 1741) fue un pintor y dibujante holandés especializado en bodegones de flores y frutas y retratos.
Discípulo de Ernst Stuven, se le encuentra documentado en Ámsterdam como miembro del gremio de pintores y maestro de Jacoba Maria van Nickelen en 1712. Debió de partir inmediatamente a Düsseldorf, donde trabajó como pintor del elector palatino Juan Guillermo II desde ese mismo año y hasta la muerte de su protector, en 1716. Pasó luego a Amberes y París, donde en 1718 se le encuentra registrado como pintor del duque de Orleans y luego a Bruselas, 1721. En 1727 se estableció definitivamente en Londres, con solo un breve paréntesis en 1737, año en que, de regreso en los Países Bajos, se le documenta en Leeuwarden y Apeldoorn, donde trabajó para Guillermo IV de Orange-Nassau en el palacio Het Loo.
Fue padre de Andreas, Cornelia, Frans, George, Gerard y Robert, también pintores y biografiados todos ellos por Jan van Gool, y hermano de Agatha van der Mijn, que lo acompañó a Londres.